# Брегалничская епархия
Брегалничская епархия (Брегалницкая епархия, макед. Брегалничка епархија) — епархия Македонской православной церкви. Епископская кафедра находится в Штипе.

## История
Брегалницкая епископия была основана при святом князе Борисе I. Получила название по имени имя реки Брегальница, где существовал до VI века и город Баргала — епископский центр Баргальской (Брегалницкой) епископии. Упоминается в Феофилактовом житии 15-ти Тивериопольских мучеников. Баргальский епископ Дарданий участвовал в заседаниях IV Вселенского Собора 451 года.
Само название епархии «Брегалницкая» просуществовало недолго, так как ещё при князе Борисе епископия стала именоваться Проватской (Овчепольской, Προβάτου); её следует отличать от Проватской (Провадийской, Προβάτων) — епископы обоих епархий участвовали в церковных соборах.
В 1986 году иерарх неканонической Македонской православной церкви митрополит Струмичский Стефан (Веляновский) стал именоваться митрополитом Брегалничским. При этом его кафедра осталась в Штипе.
21 мая 2005 года Брегалничская епархия в своём нынешнем виде создана Томосом о церковной автономии Православной Охридской архиепископии. При этом за основу деления Православной Охридской архиепископии на епархии бралась неканоническая Македонская православная церковь, поэтому каноническая Брегалничская епархия совпадала по территории с епархией неканонической Македонской православной церкви.
20 июня 2023 года из её состава была выделена Делчевско-Каменицкая епархия.

## Епископы
Викариатство Болгарской православной церкви
- Анфим (Кынчев) (15 августа 1893 — 18 ноября 1901)
- Неофит (Паскалев) (1908 — июль 1910)
- Панарет (Наумов) (6 декабря 1925 — 12 февраля 1944)

Македонская православная церковь
- Стефан (Веляновский) (1989 — 9 октября 1999)
- Агафангел (Станковский) (26 ноября 2000 — 7 октября 2006)
- Иларион (Серафимовский) (с 22 августа 2006 года)

### Другие епископы носившие титул Брегалничского
Викариатство Альтернативного синода Болгарской православной церкви
- Иаков (Тасев) (19 октября 1997 — 1 октября 1998), присоединился к БПЦ

Православная Охридская архиепископия Сербской православной церкви
- Марк (Кимев) (29 июня 2006 — 20 июня 2023), присоединился к МПЦ